# Balistes rotundatus
Balistes rotundatus es una especie de peces de la familia Balistidae en el orden de los Tetraodontiformes.

## Morfología
Los machos pueden llegar alcanzar los 27,2 cm de longitud total.

## Distribución geográfica
Se encuentra en las  costas del océano Índico y el oeste del Pacífico.